# 定速運転
定速運転（ていそくうんてん）とは、鉄道の列車の運転において、任意の速度を設定速度としてその速度を維持するよう自動的に列車速度の加減速を行う技術である。車両工学上では「定速（度）制御」ともいわれ、自動車のクルーズコントロールに相当する。

## 概要
一般的な列車の運転では、駅を発車し一定の速度まで加速すると惰行（惰性走行）運転するが、惰行中に速度が低下すると再力行（加速）を行い、下り勾配では増速しないようブレーキを微調整しながら通過する。しかし、優等列車などでは次の停車駅までの距離が長く、運転士はこれらの作業を繰り返し行うこととなり、運転疲労の原因となる。そこで、これらの制御を自動化したものが定速運転である。
VVVFインバータ制御方式が登場するまでは複巻整流子電動機の分巻コイルの界磁電流を磁気増幅器、可変抵抗器、サイリスタなどで制御を行う方式が主流であったが、VVVFインバータ制御方式は周波数を固定することにより簡単に定速運転を得ることができるため急速に普及した。
運転曲線が「ノコギリ運転」になるのを抑え、最高速度や制限速度を保って走行することができるため、全体的にスピードアップにつながるというメリットもある。

## 定速運転の方法
定速運転は加速制御（JRは加速制御のみが多い）と抑速制御を自動化したもので運転士の操作で開始・終了の操作がされる。開始の操作は、次の方式がある。
1. マスコンハンドルを「定速」ノッチに合わせる（「定速」ボタンを押す）。
  - このタイプは特急形車両に多い。
    - 東武100系電車、西武8500系電車、京成AE100形電車、 京阪8000系電車、JRの一部車両等
2. マスコンハンドルを一定の力行ノッチに合わせる。この場合ノッチそのものには「定速」の表記は無いが暫く入れ続けることで定速運転になる。
  - このタイプは1.とは逆に通勤形車両に多い。
    - JR北海道キハ281・283系気動車[注釈 1][1]、小田急70000形電車[注釈 2]、東武50000系電車、東京都交通局10-300形電車、阪急8000系電車[注釈 3][2]、東急9000系電車等
3. マスコンハンドルを定速運転したい速度に合わせる。
  - このタイプは初期（特に1960年代 - 1970年代の東洋電機製造が製造した物）の定速運転可能車両に多い。
    - 阪急2000系電車 (初代)（廃車）、京阪600形電車 (3代)、京成AE形電車 (初代)（廃車）、名鉄7500系電車（定速機能停止の後廃車）等
4. マスコンハンドルを「力行」の最大ノッチに合わせて「定速」ボタンを押す。
  - このタイプはJRに多い。
    - JR東日本E231系電車、JR九州815系電車、相鉄10000系電車等
5. マスコンハンドルを「力行」の4・5ノッチに合わせて「定速」ボタンを押す。
  - JR東海313系電車
6. マスコンハンドルが「N（惰行）」の時に「定速」ボタンを押す。この方式では「N（惰行）」からハンドルを動かすことで定速運転を解除する。
  - これは京成AE形電車 (2代)で採用された。
7. マスコンハンドルをP1以上に入れた状態の時に、走行したい任意の速度になった際に「定速」ボタンを押す。この方式ではハンドルを「N（惰行）」にするか、ブレーキハンドルをB1以上に操作することで解除できる。またATCによる自動減速によってブレーキがかかる事でも解除される。
  - このタイプは台湾高速鉄道（700T型）において採用されている。「任意の速度を設定し、その速度を超過すると、設定速度-1 km/hになるまで自動で抑速ブレーキが掛かり再び緩解される」というものである。いわゆるATCの頭打ち速度を現示最高速度の範囲内において任意で設定するといったようなものである。そのため定速ノッチであるが、これ自体による力行性能は持たない。この場合においてかかるブレーキはD-ATCによる階段式の抑速であり、実際の頭打ち速度を超過した際にかかる常用最大ブレーキとは違う。新幹線などの高速鉄道では空力抵抗などの関係で、常に力行側 (P) にノッチを入れて速度維持をするのが一般的であり、急勾配の連続する区間などの走行時における、運転士の負担軽減や、より正確に速度を保つ上で有利とされる。

定速運転は一旦「N（惰行）」に合わせるなど、定速ノッチ以外にハンドルを動かすことで終了する。1の方式の場合、定速運転を終了せずに設定速度を調整できる場合が多い。この場合定速ノッチの前後に速度調整用ノッチがあり、これを使って設定速度を調整する。また7の場合は、速度が115 km/h以上から使用できる（それ以下では設定できない）。
なお、ある程度速度が出ていない（鉄道車両にもよるが概ね60 km/h以上）と定速運転が働かないことがある。また車両基地に設置されている車両洗浄機を通過する際に概ね10 - 25 km/h以下でも定速運転ができる様「低定速運転」（逆定速）機能を設けている車両もある（東京都交通局5300形電車等）。その際の操作は通常の定速運転とは少し違う。